# Cyllène (lune)
Pour les articles homonymes, voir Cyllène.
Cyllène ou Cylléné[réf. nécessaire] est un satellite naturel de Jupiter.

## Caractéristiques physiques
Cyllène est un petit satellite. Selon l'équipe qui l'a découvert, il mesurerait 2 km de diamètre.
Ses autres caractéristiques ne sont pas connues. En supposant qu'il possède une masse volumique similaire à d'autres astéroïdes de Jupiter, sa masse serait d'environ 1,1 × 1013 kg.

## Orbite
Cyllène appartient au groupe de Pasiphaé, un groupe de satellites qui orbitent de façon rétrograde autour de Jupiter sur des demi-grands axes compris entre 22 800 000 et 24 100 000 km, des inclinaisons de 144,5 à 158,3° par rapport à l'équateur de Jupiter et des excentricités entre 0,25 et 0,43.

Diagramme illustrant l'orbite des satellites irréguliers de Jupiter. Le groupe de Pasiphaé est visible sur le centre-gauche.
Diagramme illustrant l'inclinaison des membres du groupe de Pasiphaé en fonction du demi-grand axe.

## Historique

### Découverte
Cyllène fut découvert en 2003 par une équipe conduite par S. Sheppard. Sa découverte fut annoncée le 2 avril 2003.

### Dénomination
Cyllène porte le nom de Cyllène, personnage de la mythologie grecque ; Cyllène était une naïade, fille de Zeus (équivalent grec de Jupiter).
reçut son nom définitif le 30 mars 2005, en même temps que neuf autres satellites de Jupiter. Avant cela, sa désignation provisoire était S/2003 J 13, indiquant qu'il fut le 13e satellite de Jupiter imagé pour la première fois en 2003.